# صرخة الرعب 2: أشباح الهالوين
صرخة الرعب 2: أشباح الهالوين ((بالإنجليزية: Goosebumps 2: Haunted Halloween)‏)،فيلم رعب كوميدي من إخراج آري ساندل وكتابة روب ليبر،الفيلم مبني على سلسلة كتب للأطفال تحمل نفس العنوان للكاتب أر.أل ستاين.
الفيلم من بطولة ويندي ماكليندون كوفي،كريس بارنيل،كين جونغ،جيريمي راي تايلور،سالييل هاريس وماديسون إيسمان.
تم عرض الفيلم يوم 12 أكتوبر 2018 من قبل شركة سوني.

## ملخص الفيلم
زاك كوبر (ديلان مينيتي) شاب منزعج لانتقاله من مدينته الكبيرة إلى أخرى صغيرة، لكنه يدرك أن «رُب ضارًة نافعة» بعد لقائه بجارته الجميلة هانا (أوديا راش). لا يتوقف الأمر عند هذا الحد، بل يتفاجئ زاك بأن والد الفتاة الغامضة هو مؤلف روايات «صرخة الرعب» الشهير آر إل ستاين (جاك بلاك).. عندما يقوم زاك - دون قصد منه - بإطلاق العنان لوحوش رويات ستاين، فتتحرر من القصص إلى الواقع؛ يصبح الأمر منوطًا بثلاثتهم - زاك وهانا وستاين - لإعادة هذه الوحوش إلى عالم الروايات من جديد.

## طاقم العمل
- ويندي ماكليندون كوفي بدور كاثي كوين
- ماديسون إيسمان بدور سارة كوين
- جيريمي راي تايلور بدور سوني كوين
- سالييل هاريس بدور والتر
- كين جونغ بدور الأستاذ شو
- جاك بلاك بدور روبرت لورنس ستاين

## روابط خارجية
- صرخة الرعب 2: أشباح الهالوين على موقع IMDb (الإنجليزية)
- صرخة الرعب 2: أشباح الهالوين على موقع ميتاكريتيك (الإنجليزية)
- صرخة الرعب 2: أشباح الهالوين على موقع روتن توميتوز (الإنجليزية)
- صرخة الرعب 2: أشباح الهالوين على موقع ألو سيني (الفرنسية)
- صرخة الرعب 2: أشباح الهالوين على موقع أول موفي (الإنجليزية)
- صرخة الرعب 2: أشباح الهالوين على موقع بوكس أوفيس موجو (الإنجليزية)
- صرخة الرعب 2: أشباح الهالوين على موقع فيلمافينيتي (الإسبانية)
- صرخة الرعب 2: أشباح الهالوين على موقع قاعدة بيانات الفيلم (الإنجليزية)
- صرخة الرعب 2: أشباح الهالوين على موقع ليتربوكسد (الإنجليزية)
- صرخة الرعب 2: أشباح الهالوين على موقع كينوبويسك (الروسية)